# Gato y ratón
El Gato y el Ratón es un juego el cual puede jugarse en un tablero de ajedrez, ademas de que se usan las mismas piezas usadas en el ajedrez o las damas.
El objetivo es: 

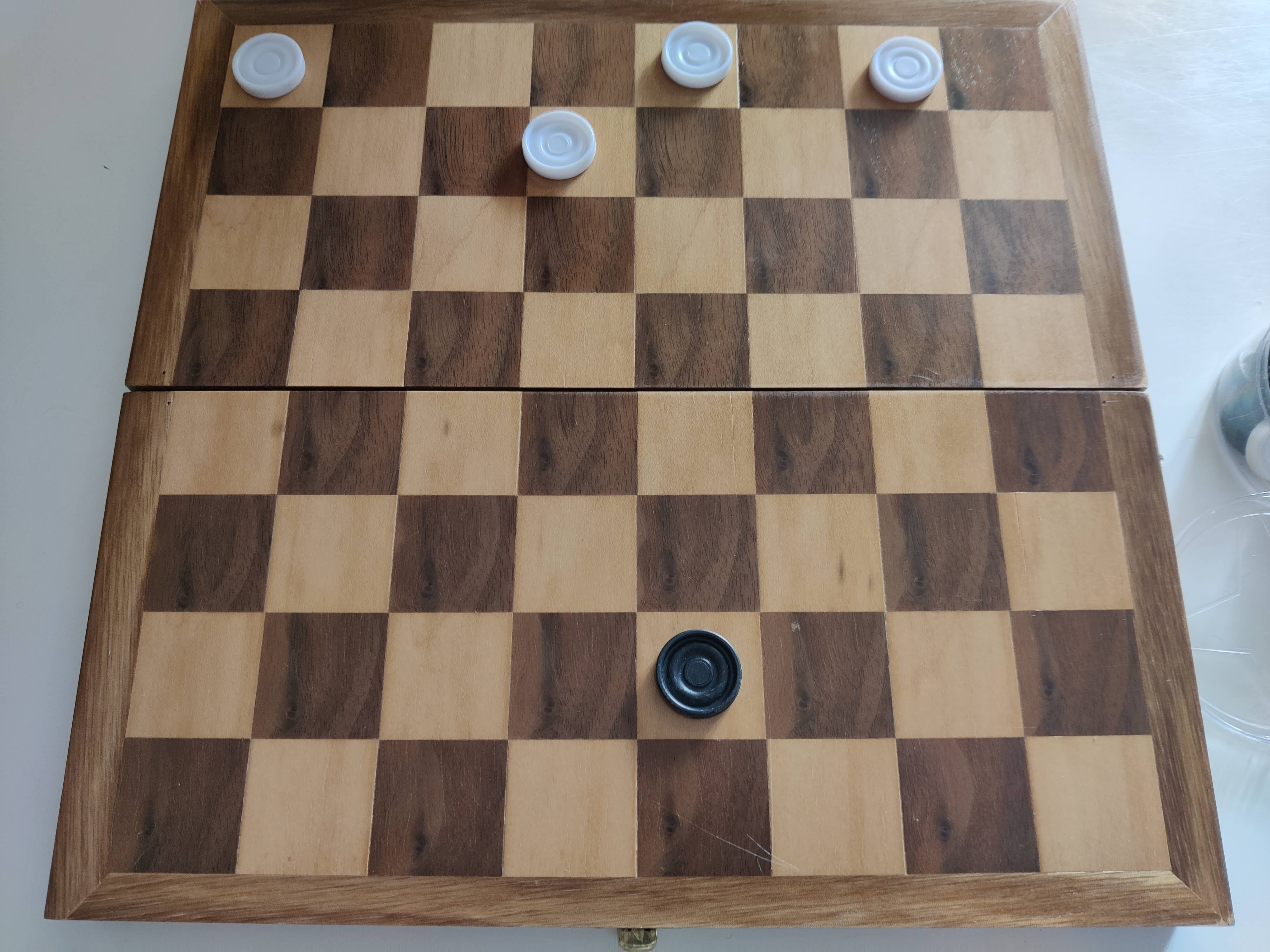
Juego

- Para el "ratón" (peon blanco) es el de llegar a la ultima fila del tablero
- y para los "gatos" (4 peones negros) es el de acorralar al ratón[1]

Este juego es caracterizado por ser simple y entretenido.

## Normas
Las normas son las siguientes:
El ratón y los gatos se colocarán en el mismo color del escaque (generalmente blanco)  estos moverán 1 casilla en diagonal, al igual que en las damas. Sin embargo no se capturará ninguna pieza. 
El jugador que controle las negras tratará de dejar sin ningún movimiento al ratón mientras que las blancas tratarán de llegar a la última fila sin ser atrapado. 
En este juego teóricamente siempre el ratón puede escapar pero es necesario jugarlo con precisión para no ser encerrado. 

## Versión infantil
Otro juego totalmente distinto :El Gato y ratón es un juego que consiste en hacer un círculo con los participantes cogidos de la mano.
- Se escogen dos personas y se les da el papel de gato y al otro de ratón.

- Al ritmo de la canción: - Ratón que te pilla el gato, ratón que te va a pillar, si no te pilla esta noche, mañana te pillará-

- El ratón se escapará por entre los "agujeros" que hacen entre todos los participantes con las manos cogidas y los brazos lo más extendidos posible.

- El gato le intenta seguir, pero los participantes bajan los brazos y no le dejan pasar, pero puede colarse entre los agujeros, siempre y cuando no lo rompa al pasar.

- Y cuando el gato toca al ratón, entonces ahora al ratón le toca ser el gato y escoger a una persona para que sea el ratón.

Otra manera de jugar el gato y rato es utilizando un tablero de 100 casillas (10 x 10) se colocaran 7 fichas, 5 de un color (gato) y 2 de otro color (ratón), en la parte inicial para cada equipo o jugador. El gato se desplazará casilla a casilla siempre como en la dama, sin retrocesos. El ratón podrá desplazarse en toda dirección; tanto uno como el otro realizará su estrategia para: el primero no permitir que el ratón pase, el segundo pasar burlando la persecución del gato

## Materiales
- Un Tablero de ajedrez
- Piezas de Juego (cuatro de un color y otra de un color diferente)

## Reglas
1. Siempre iniciará el juego el (los) ratón (es).
2. Cada equipo realizará una jugada por turno.
3. El gato solo se desplazará hacía delante.
4. El ratón desplazará en todas direcciones.
5. No se podrá pasar por sobre su adversario.
6. Ganará el gato si logra acorralar al ratón y el ratón si burla la persecución del gato
- Palito inglés

Todos hacen un círculo, entonces al ritmo de la canción cantan:

Ratón que te pilla el gato,
Ratón que te va a pillar
Si no te pilla esta noche, mañana te pillará

El ratón puede escapar por los agujeros que hay en el círculo, los que hacen el círculo deben tener los brazos bien estirados y estar agarrados de la mano.